# Bots
Bots ist eine niederländische Musikgruppe, die Elemente von Folk, Jazz und Rock zu einer charakteristischen Mischung mit Texten in niederländischer und später deutscher Sprache verbindet.

## Geschichte
Die Gruppe Bots (niederländisch botsen: „zusammenstoßen“) kam 1974 zusammen und veröffentlichte zunächst nur Lieder in niederländischer Sprache. Die Texte waren überwiegend politisch, sozialkritisch und von der Friedensbewegung der 1970er Jahre beeinflusst. Treibende Kraft war der Sänger und Gitarrist Hans Sanders, der bereits 1967 seine erste Single veröffentlicht hatte. Er starb am 3. November 2007 in Eindhoven.
Nach dem Auftritt auf dem Festival Rock gegen Rechts in Frankfurt am Main im Juni 1979 wurden die Bots auch in Deutschland bekannt, und sie erhielten ein Angebot, ihre Texte einzudeutschen. Bei den Übersetzungen halfen Wolf Biermann, Diether Dehm, Dieter Hildebrandt, Hanns Dieter Hüsch, Peter Tobiasch, Henning Venske, Hannes Wader und Günter Wallraff.
Die eingängigen Melodien ihrer Stücke sind teilweise traditionellen Folksongs entlehnt. So beruht das bekannte Sieben Tage lang auf dem bretonischen Volkslied Son ar chistr (Lied vom Cidre), das 1970 durch eine Aufnahme des Harfenisten Alan Stivell auf seinem Album Reflets (1970) international popularisiert worden war.
Nach Sieben Tage lang spielten sich die Bots vornehmlich mit Aufstehn!, das auf dem Song Morgenrot von Georg Danzer basiert, und Das weiche Wasser in die Gunst der Hörer. Letzteres war in den Niederlanden bereits 1979 als Protestsong gegen den Libanon-Krieg veröffentlicht und der Melodie des englischen Volksliedes Whip Jamboree entlehnt worden. Ihr deutscher Textautor und Manager Diether Dehm, als Liedermacher bekannter unter dem Namen Lerryn, engagierte sie zudem als Begleitband für seine LP Abweichend (1981), zu der Sanders auch Kompositionen beisteuerte.
Die Gruppe erlangte besonders in der westdeutschen Friedensbewegung gegen den NATO-Doppelbeschluss und Anti-Atomkraft-Bewegung der 1980er Jahre Popularität.
Darüber hinaus waren die Bots einige Male Gast in der DDR, erstmals 1976 zum Festival des politischen Liedes in Ost-Berlin, bei dem die Gruppe das Lied Zeven dagen lang dem Sänger und Dichter Wolf Biermann widmete, der zu dem Zeitpunkt schon zehn Jahre ein Auftrittsverbot hatte, zuletzt beim größten Open-Air-Festival der DDR am 19. Juni 1988 auf der Radrennbahn Weißensee in Ost-Berlin.
Nach dem Rückgang der Popularität und der Veröffentlichung des niederländischen Albums Paradijs 1990 zogen sich die Mitglieder der Gruppe ins Privatleben zurück. Ein Wiederaufleben gab es nach einem Auftritt auf dem niederländischen Folkwoods-Festival 2001, dem 2003 ein weiterer folgte. Nach dem Tod von Hans Sanders wurde Rik Polman neuer Sänger der Band. In Deutschland traten die Bots am 18. September 2010 erneut auf der großen Anti-Atomdemonstration in Berlin auf. 2014 feierte die Band ihr 40-jähriges Jubiläum.

## Diskografie

### Alben
| Jahr | Titel                 | Höchstplatzierung, Gesamtwochen, AuszeichnungChartplatzierungen (Jahr, Titel, Platzierungen, Wochen, Auszeichnungen, Anmerkungen) | Höchstplatzierung, Gesamtwochen, AuszeichnungChartplatzierungen (Jahr, Titel, Platzierungen, Wochen, Auszeichnungen, Anmerkungen) | Anmerkungen |
| Jahr | Titel                 | DE | NL | Anmerkungen |
| ---- | --------------------- | --- | --- | ----------- |
| 1975 | Van kwaad tot erger   | — | NL12 (5 Wo.)NL |             |
| 1976 | Voor God en vaderland | — | NL10 (9 Wo.)NL |             |
| 1978 | Wie zwijgt stemt toe  | — | NL27 (4 Wo.)NL |             |
| 1980 | Aufstehn              | DE17 Gold · (41 Wo.)DE | — |             |
| 1982 | Entrüstung            | DE22 (22 Wo.)DE | — |             |
| 1983 | Schön krank           | DE47 (6 Wo.)DE | — |             |

Weitere Alben
- 1980: Je voelt pas nattigheid als je droog komt te staan
- 1982: Bots 1975–1980
- 1986: Laß die Sterne stehen
- 1988: Bots/Original Tapes
- 1990: Paradijs
- 2000: Zeven dagen lang/Sieben Tage lang
- 2005: Botsproeven
- 2006: was sollen wir denken …
- 2010: Er is genoeg voor Iedereen
- 2014: fallen und aufstehn

### Besondere Projekte
- 1976: Zing je moerstaal
- 1977: Rote Lieder/7. Festival des politischen Liedes (DDR)
- 1981: Abweichend
- 1982: Rote Lieder/12. Festival des politischen Liedes (DDR)

### Kompilationen
- 1977: Holland land van wind en water
- 1977: Alle 11 goed gek en 2 nog gekker
- 1977: De grootste feesthits van 1977
- 1978: Wie gaat er mee/13 Nederlandse zomerhits
- 1978: 14 grote vakantiehits
- 1978: Hits for the millions
- 1980: Single news
- 1980: Die GegenBILDLieder
- 1982: Pop in je moerstaal
- 1982: Sinnvoll! Denkbar & Tanzbar
- 1990: Koelewijn behoeft geen krans/Een halve eeuw Peter Koelewijn
- 1999: Die nemen we mee/De 20e eeuw in 20 liedjes
- 2008: 15 jaar AFA, 15 jaar strijdbaar

### Singles
| Jahr | Titel Album                          | Höchstplatzierung, Gesamtwochen, AuszeichnungChartsChartplatzierungen (Jahr, Titel, Album, Platzierungen, Wochen, Auszeichnungen, Anmerkungen) | Anmerkungen |
| Jahr | Titel Album                          | NL | Anmerkungen |
| ---- | ------------------------------------ | --- | ----------- |
| 1976 | Zeven Dagen Lang Van kwaad tot erger | NL23 (6 Wo.)NL |             |